# 前峰
前峰，是臺灣高雄市岡山區的一個傳統地域名稱，位於該區中部略偏西南。相較於今日行政區，其範圍大致包括協和里東北半部不含其北部邊界略偏東段、後協里東北部邊界地帶北至中段、仁壽里不含南部凸出三角地區的東南大半部、前峰里、壽峰里不含北部邊界地帶、維仁里西北部及西南部、壽天里不含西北部及東南部、岡山里北部凸出部分的西南部。
本地區境內主要聚落為前峰、火光，設有空軍航空技術學院巨輪校區、岡山高中、岡山農工、前峰國小。

## 歷史
台灣日治初期，前峰地區為一街庄，稱為「前峰庄」（舊制街庄），隸屬於仁壽上里。該庄昔日北隔阿公店溪與本洲庄、灣仔內庄、臺上庄為界，東隔阿公店溪與阿公店街為界，南邊為街尾崙庄、後協庄，西邊為港口崙庄。
1901年（日治明治三十四年）11月11日，全台廢縣廳改設二十廳，該庄隸屬於鳳山廳。1904年（明治三十七年）5月3日，該庄編入「阿公店區」，隸屬於鳳山廳。1909年（明治四十二年）10月25日，全台合併二十廳為十二廳，阿公店區改隸屬於臺南廳。1920年（大正九年）10月1日，全台地方制度大改正，廢十二廳改設五州二廳，該庄改制為「前峰」大字，隸屬於高雄州岡山郡岡山街（新制街庄）。
戰後岡山街改制為岡山鎮，隸屬於高雄縣，大字亦改制為里。1950年（民國39年）10月1日，高、屏分治，岡山鎮仍隸屬於高雄縣。2010年（民國99年）12月25日，高雄縣、市合併為直轄高雄市，岡山鎮改制為岡山區。

## 聚落
本地區發展較早的聚落為前峰、火光，在日治初期的官方地圖上已有記載。

## 交通
省道台1線又稱「縱貫公路」，是台北至楓港的傳統平面幹道，經過本地區東北端。由該道路北行可前往路竹區、湖內區、台南市仁德區、東區/南區等地，南行經岡山區岡山市區東邊可前往橋頭區、楠梓區、仁武區西部、左營區東部等地。
省道台19甲線是鹽水至赤崁的幹道，經過本地區東南端及東部邊界地帶中央略偏南段。由該道路北行可前往岡山區岡山市區、阿蓮區、關廟區、新化區、新市區等地，南行可前往梓官區，並止於赤崁地區的區道高23線路口。
市道186號是維新至大樹的道路，經過本地區的前峰聚落。由該道路西行（大方向，實際上西北西）可前往永安區東南部，並止於竹子港地區（今維新里）的省道台17線路口；東行（大方向，實際上先向西南）可前往岡山區岡山市區南側、燕巢區、大社區、仁武區等地。
區道高27線是前峰至後協的道路，其北側端點（起點）位於本地區中部前峰聚落的市道186號路口，由此向西南轉南會經過本地區的火光聚落。
區道高28線是機場至新挖仔的道路，經過本地區前峰聚落北側。

## 學校
- 空軍航空技術學院巨輪校區
- 岡山高中
- 岡山農工
- 前峰國小

## 公務機關
- 高雄市政府警察局岡山分局前峰派出所

## 醫療
- 國軍高雄總醫院岡山分院（部分）